# Blue Angels (vliegdemonstratieteam)

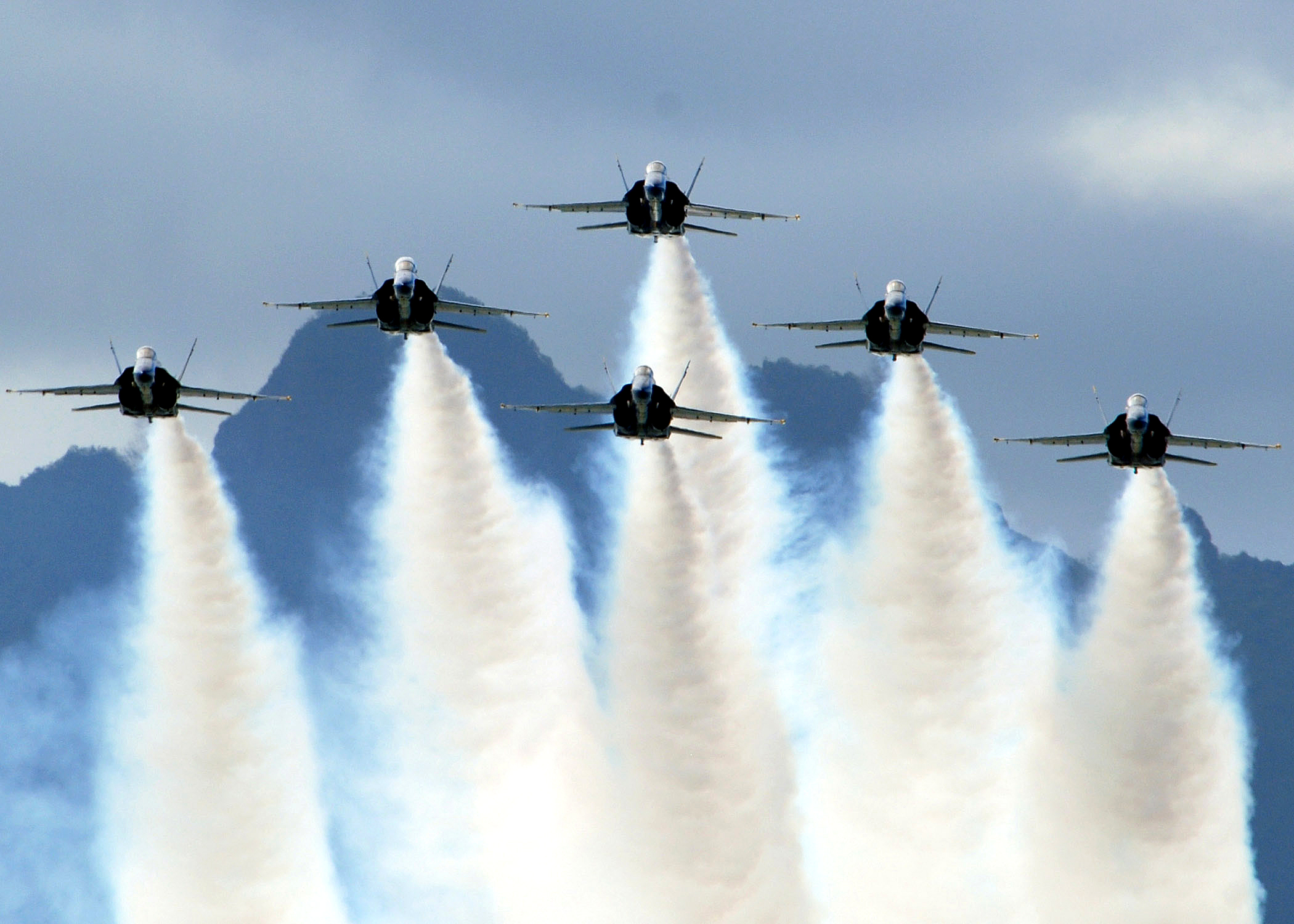
Blue Angels in Delta formation

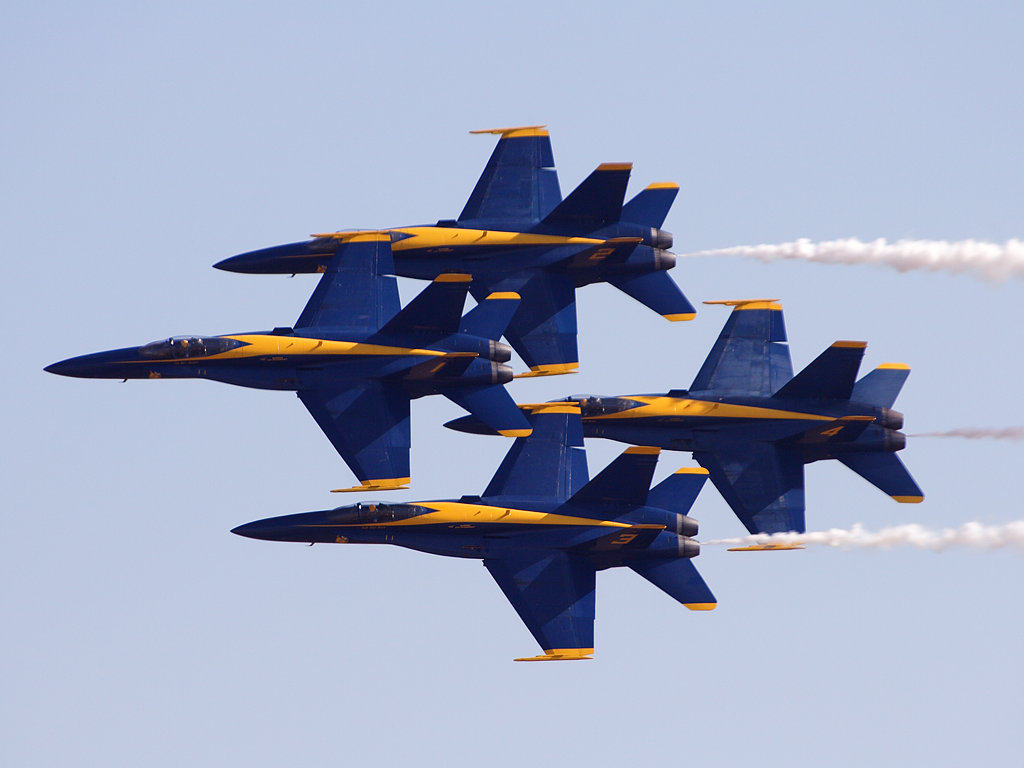
De ruit

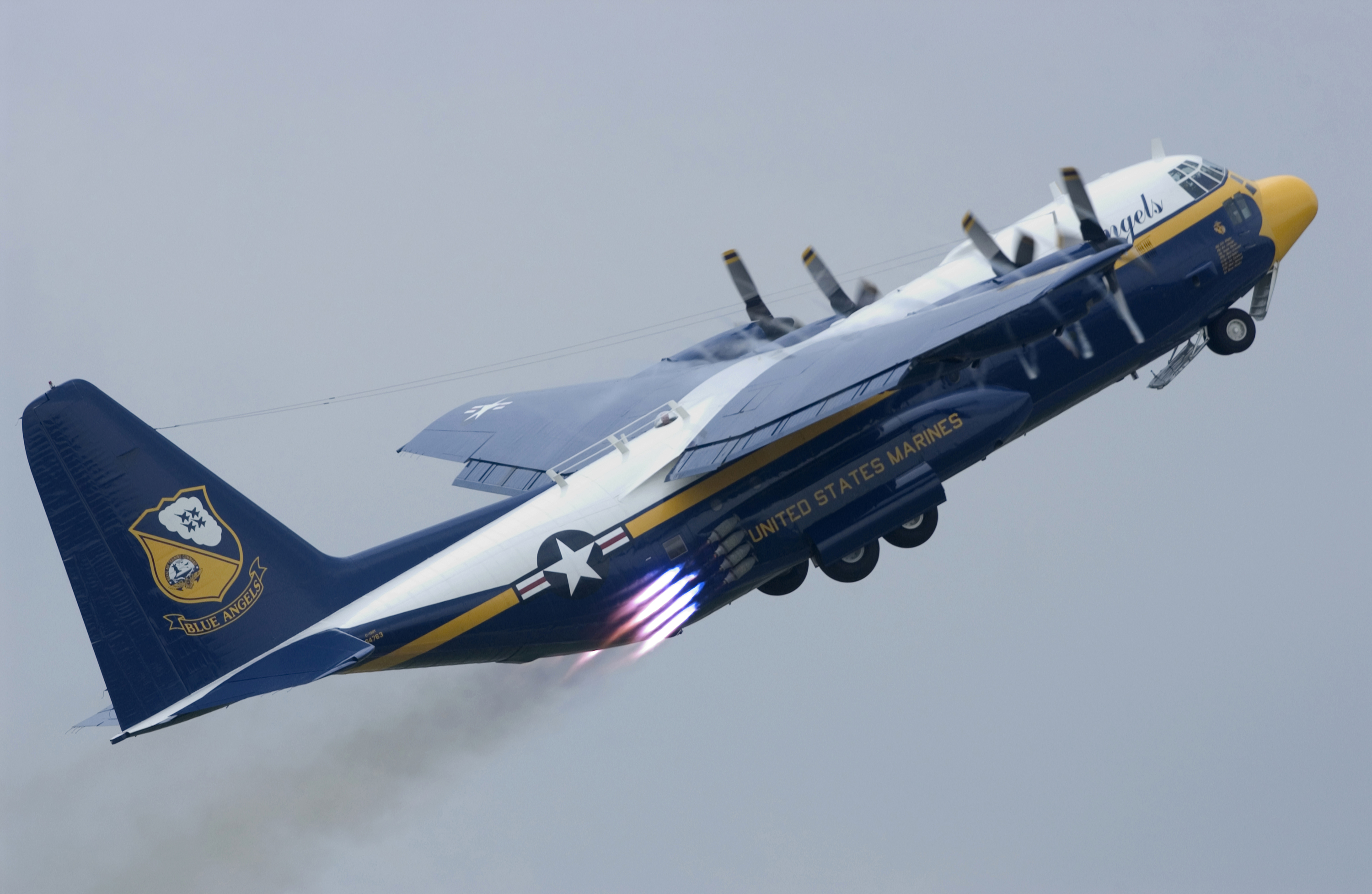
Fat Albert laat haar JATO-capaciteiten zien

De Blue Angels (ook bekend als Navy Flight Demonstration Squadron) is een vliegdemonstratieteam van de United States Navy. Het team werd opgericht aan het einde van de Tweede Wereldoorlog en is daarmee 's werelds eerste officiële vliegdemonstratieteam. Men begon met drie vliegtuigen, vervolgens vier en momenteel (2019) vliegt het team met zes vliegtuigen. Er is een zevende toestel als back-up maar wordt tevens gebruikt voor vluchten met doorgaans VIP's. Deze F/A-18 Hornets zijn genummerd van 1 tot en met 7. Een C-130 Hercules wordt voor troepen- en materiaaltransport gebruikt, hoewel het toestel ook een deel van de shows voor haar rekening kan nemen. Per 5 november 2020 werden de F/A-18 Hornets vervangen door de grotere F/A-18E/F Super Hornets.

## Verdeling
Het team is opgedeeld in drie 'groepen'. De nummers 1 tot en met 4 vormen de ruit. Deze groep vliegt in strakke formatie bij lagere snelheden verschillende manoeuvres. Daarbij vliegen de toestellen vaak niet meer dan drie meter van elkaar verwijderd. De resterende nummers 5 en 6 vliegen 'solo' wat inhoudt dat ze niet in formatie vliegen. Ze voeren bij hogere snelheid - vaak tegen de geluidssnelheid aan - hun kunsten uit. De Hercules ten slotte, 'Fat Albert' genaamd, vliegt slechts in haar eentje.

## Vliegdemonstratie
De ruit vliegt loopings, 'rolls' en beeldt vormen uit waarbij zijlings langs het publiek wordt gevlogen. Bij het wegdraaien en terugkeren naar het publiek veranderen enkele -vaak de buitenste- toestellen van positie. De solo's daarentegen vliegen met hoge snelheid, soms tegen de geluidssnelheid aan. Er wordt naar elkaar toe gevlogen waarbij het lijkt alsof de toestellen elkaar gaan raken, er worden in spiegelbeeld loopings gevlogen en ook andere manoeuvres komen kort aan bod.
Fat Albert laat haar JATO-capaciteiten (Jet Assisted Take Off) zien en de karakteristieken van dit type vliegtuig, onder andere een duik onder scherpe hoek naar een zeer korte stop op de landingsbaan. Deze landing staat bekend als de "Sarajevo landing".

### Fleur-de-lys
De ruit en solo's tezamen sluiten hun show af bij een ook door andere vliegdemonstratieteams gebruikte en bij het publiek populaire manoeuvre. Alle toestellen vliegen in strakke formatie naar het publiek. Op een paar honderd meter afstand breken de toestellen op aankondiging van de presentator los en draaien in halve loopings naar achteren weg. De Blue Angels noemen deze manoeuvre de 'Fleur-de-lys' (lelie).